# 12610 Hãfez
12610 Hãfez là một tiểu hành tinh vành đai chính với chu kỳ quỹ đạo là 1752.6963895 Earth ngày (4.80 năm).
Nó được phát hiện ngày 24 tháng 9 năm 1960.